# Abú Mena
Abú Mena bylo město, klášterní komplex a křesťanské poutní místo pozdně antického Egypta vzniklé okolo hrobu svatého Meny. Dnes se jedná o archeologickou lokalitu asi 45 kilometrů jihozápadně od Alexandrie. I přesto, že většina budov se nedochovala, některé objekty jako je bazilika jsou stále rozeznatelné. Nejvýznamnější stavbou celého komplexu byl tetrakonchos nad hrobem sv. Mena, který nechal zbudovat císař Justinián I. v 6. století.
Díky své vysoké kulturní hodnotě byla Abú Mena v roce 1979 zařazena na seznam světového dědictví UNESCO. Následkem destruktivních účinků spodní vody byla oblast od roku 2001 do 2025 vedena i na seznamu světového dědictví v ohrožení.